# Spektr-RG
Spektr-RG (tiếng Nga: Спектр-РГ, phổ + Röntgen + Gamma; cũng gọi là Spectrum-X-Gamma, SRG, SXG) là một đài quan sát vũ trụ vật lý thiên văn năng lượng cao Nga-Đức được phóng đi vào ngày 13 tháng 7 năm 2019. Nó xuất phát từ kính viễn vọng vệ tinh Spektr-R được phóng vào năm 2011.

## Lịch sử
Ý tưởng về một vệ tinh quan sát tia X quay quanh bầu khí quyển Trái đất, nơi lọc tia X, lần đầu tiên được đề xuất vào những năm 1980 bởi Rashid Sunyaev của Viện nghiên cứu không gian Nga. Hai mươi tổ chức từ mười hai quốc gia đã cùng nhau thiết kế một đài thiên văn lớn với năm kính viễn vọng, nhưng sau sự sụp đổ của Liên Xô, sứ mệnh đã bị hủy bỏ do cắt giảm chi phí từ chương trình vũ trụ Nga Roscosmos. Dự án đã được hồi sinh vào năm 2003 với thiết kế thu nhỏ.

## Tổng quan
Công cụ chính của nhiệm vụ là eROSITA, được xây dựng bởi Viện Max Planck về Vật lý ngoài Trái đất (MPE) ở Đức. Nó sẽ tiến hành một cuộc khảo sát X-quang 7 năm, lần đầu tiên trong môi trường dải tia X dưới 10 năng lượng keV và lần đầu tiên lập bản đồ cho tất cả 100.000 cụm thiên hà ước tính. Khảo sát này có thể phát hiện cụm thiên hà và hạt nhân thiên hà hoạt động. Thiết bị thứ hai, ART-XC, là một kính viễn vọng tia X năng lượng cao của Nga có khả năng phát hiện lỗ đen siêu lớn.

## Tàu vũ trụ
Khái niệm chuyến đi của Spektr-RG đã được xuất bản trong 2005. CViệc xây dựng đã hoàn thành vào năm 2016 và đến giữa năm 2018 nó đã được tích hợp và thử nghiệm. Nó đã được lên kế hoạch ra mắt vào tháng 6 năm 2019 nhưng đã bị trì hoãn đến ngày 12 tháng 7, trước khi chuyến bay bị hoãn vào giây phút cuối cùng. Nó được phóng vào ngày hôm sau, ngày 13 tháng 7 năm 2019, từ Địa điểm 81/24 Baikonur. Đài quan sát được tích hợp vào một xe buýt vệ tinh Điều hướng, produced by NPO Lavochkin.

## Hồ sơ nhiệm vụ và quỹ đạo
Tàu vũ trụ sẽ đi vào quỹ đạo quanh Mặt trời, vòng quanh L2Điểm Lagrangia Trái đất Mặt trời trong một quỹ đạo quầng, cách Trái đất khoảng 1,5 triệu km. Hành trình đến địa điểm đó sẽ mất ba tháng, trong đó hai kính viễn vọng sẽ được kiểm tra và hiệu chỉnh. Bốn năm tới sẽ được dành để thực hiện tám cuộc khảo sát trên bầu trời.
Là một mục tiêu, ba năm sau đó được lên kế hoạch cho các quan sát của cụm thiên hà và AGN đã chọn (Hạt nhân thiên hà hoạt động).